# Mărgineni (okręg Neamț)
Mărgineni – wieś w Rumunii, w okręgu Neamț, w gminie Mărgineni. W 2011 roku liczyła 1798 mieszkańców.